# Phước Hải (phường)
Phước Hải là một phường cũ thuộc thành phố Nha Trang, tỉnh Khánh Hòa, Việt Nam.

## Địa lý và dân số
Phường Phước Hải có diện tích 2,56 km², dân số năm 2021 là 21.468 người, mật độ dân số đạt 8.385 người/km². Phường Phước Hải có vị trí địa lý:
- Phía Bắc giáp với phường Phương Sơn.
- Phía Tây giáp phường Vĩnh Hải, xã Vĩnh Thái.
- Phía Nam giáp phường Phước Long, xã Phước Đồng.
- Phía Đông giáp phường Phước Tân, Phước Hòa.

## Lịch sử
- Ngày 30 tháng 8 năm 1924, thị trấn Nha Trang được hình thành từ các làng cổ (trong đó có làng Phước Hải).
- Ngày 7 tháng 5 năm 1937, Nha Trang được nâng lên thành thị xã, hình thành từ 5 phường (Phường Phước Hải là phường đệ ngũ).
- Ngày 22 tháng 10 năm 1970, Việt Nam Cộng hòa chia Nha Trang thành quận 1 và quận 2. Trong đó quận 2 bao gồm ấp Phước Hải thuộc xã Vĩnh Thái.
- Ngày 5 tháng 6 năm 1971, quận 2 chia ra làm 6 khu phố (sau đó là phường). Trong đó có khu phố Phước Hải.
- Tháng 9 năm 1975, thị xã Nha Trang được thành lập từ 2 quận hợp nhất lại, gồm 17 phường (bao gồm phường Phước Hải cũ).
- Ngày 19 tháng 11 năm 1998, phường Phước Hải (cũ) chia ra thành phường Phước Long và phường Phước Hải.[5]

## Kinh tế
Thu ngân sách của phường Phước Hải năm 2021 là 9.467.000 đồng, đạt 82% so với kế hoạch.